# Karol Mets
Karol Mets (* 16. Mai 1993 in Viljandi) ist ein estnischer Fußballspieler. Der Innenverteidiger steht seit Januar 2023 beim FC St. Pauli unter Vertrag.

## Karriere

### Verein
Karol Mets, der seine Fußballkarriere beim JK Tulevik aus Viljandi begann, übte nebenbei auch die japanische Kampfsportart Judo aus. Für den Verein aus der sechstgrößten Stadt Estlands spielte er bis zum Jahr 2009 in der Jugend, ehe er in die Reservemannschaft des JK Tulevik aufgenommen wurde, die zu diesem Zeitpunkt in der Esiliiga antrat. Im Jahr 2010 spielte er auf Leihbasis viermal für den Ligakonkurrenten FC Valga Warrior. Ein Jahr später stand er beim estnischen Rekordmeister FC Flora Tallinn unter Vertrag. In Tallinn zunächst für die 2. Mannschaft aktiv, sicherte sich der großgewachsene Verteidiger zur Mitte der Spielzeit 2011 einen Stammplatz und gewann erstmals in seiner Karriere die Meisterschaft. Mit dem Hauptstadtklub gewann er in der Folge weitere Titel, darunter den Pokal und Supercup. In den Jahren 2012 und 2013 spielte er bei einigen Vereinen im europäischen Ausland im Probetraining vor, darunter bei Brescia Calcio, FC Midtjylland und dem FC Kopenhagen. Im Dezember 2014 wechselte Mets für eine Ablöse von 1,5 Millionen Kronen zum norwegischen Erstligisten Viking Stavanger. Am 31. Juli 2017 wechselte er zum niederländischen Club NAC Breda in die Eredivisie. Nach insgesamt 40 von 59 möglichen Ligaspielen, bei denen er ein Tor schoss, und zwei Pokalspielen für Breda wechselte er im März 2019 zum schwedischen Erstligisten AIK Solna und unterschrieb dort einen Vertrag mit einer Laufzeit bis Dezember 2021 (Ende der Saison 2021). Hier bestritt er 46 von 52 möglichen Ligaspielen mit zwei Torerfolgen, fünf Pokalspiele und acht Spiele in der Qualifikation für den Europapokal. Im Oktober 2020 wechselte er zum saudi-arabischen Verein al-Ettifaq. Mets stand für al-Ettifaq bei 23 von 32 möglichen Ligaspielen und einem Pokalspiel auf dem Platz. In der Saison 2021/22 wurde er nicht mehr eingesetzt. Mitte September 2021 wechselte er zurück nach Europa und unterschrieb beim bulgarischen Verein ZSKA Sofia einen Vertrag für den Rest der Saison 2021/22. Mets bestritt für Sofia 12 von 15 möglichen Ligaspielen sowie zwei Pokalspiele. Anfang Januar 2022 wechselte er in die Schweiz zum FC Zürich, wo er einen Vertrag bis Sommer 2024 unterschrieb. In seiner ersten Spielzeit gewann er dort auf Anhieb die nationale Meisterschaft und spielte anschließend auch in der UEFA Europa League.
Anfang Januar 2023 wechselte Mets bis zum Ende der Saison 2022/23 auf Leihbasis in die 2. Bundesliga zum FC St. Pauli. Unter Fabian Hürzeler stand er in allen 17 Rückrundenspielen in der Startelf. Der FC St. Pauli gewann dabei die ersten 10 Rückrundenspiele und verließ damit schnell die Abstiegsregion. Am Saisonende war man die beste Mannschaft der Rückrunde und schloss die Spielzeit auf dem 5. Platz ab. Zur Saison 2023/24 wurde Mets schließlich fest verpflichtet. 2023 wurde er zum estnischen Fußballer des Jahres gewählt. Der FC St. Pauli konnte die starken Leistungen in die neue Saison übertragen und stieg am vorletzten Spieltag in die Bundesliga auf.

### Nationalmannschaft
Karol Mets debütierte für Estland erstmals in der U-17 im Mai 2005 gegen Lettland. Ein Jahr später und nach acht Länderspielen in der U-17 Altersklasse kam der Innenverteidiger einmal in der U-18 gegen Finnland zum Einsatz. Im selben Jahr debütierte Mets auch in der folgenden U-19 Auswahl gegen Portugal. Mit dieser nahm er 2012 an der Europameisterschaft dieser Altersklasse teil, die zugleich als erste Estnische Fußballnationalmannschaft überhaupt an einem FIFA-Turnier teilnahm; Mets kam dabei in allen drei Gruppenspielen gegen Portugal, Griechenland und Spanien auf Einsatzminuten. Nach drei Niederlagen in der Vorrunde schied er mit der Mannschaft allerdings aus. Ab 2012 spielte er nach seinem Debüt gegen Russland in Estlands U-21. In der U-19 und U-21 fungierte Mets in einigen Spielen als Mannschaftskapitän. Im November 2013 wurde er von Nationaltrainer Tarmo Rüütli erstmals in den Kader der A-Nationalmannschaft für die Länderspiele gegen Aserbaidschan und Liechtenstein berufen. Sein Debüt gab er im zweiten der beiden Länderspiele im Spiel gegen Liechtenstein, bei dem Mets in der Startaufstellung stand. Bisher kommt der Innenverteidiger dort auf 84 Partien für die Auswahl, einen Treffer konnte er jedoch nicht erzielen.
Am 19. November 2024 bestritt er im Nations-League-Spiel gegen die Slowakei sein 100. Länderspiel.

## Titel
FC Flora Tallinn
- Estnischer Meister: 2011
- Estnischer Pokalsieger: 2011, 2013
- Estnischer Superpokalsieger: 2011, 2012, 2014

FC Zürich
- Schweizer Meister: 2022

FC St. Pauli
- Deutscher Zweitligameister und Aufstieg in die Bundesliga: 2024

Individuell
- Estnischer Fußballer des Jahres: 2023